# Corynoptera faculta
Corynoptera faculta är en tvåvingeart som beskrevs av Hans-Georg Rudzinski 2006. Corynoptera faculta ingår i släktet Corynoptera och familjen sorgmyggor.
Artens utbredningsområde är Tyskland. Inga underarter finns listade i Catalogue of Life.